# Brachycyrtus
Brachycyrtus (лат.) — род наездников-ихневомнид, единственный в составе подсемейства Brachycyrtinae Viereck, 1919 (Ichneumonidae). Встречаются всесветно, главным образом в тропиках. Известно около 30 видов и только один отмечен в Европе (Brachycyrtus ornatus).

## Описание
Наездники-ихневмониды средних и мелких размеров (3—9 мм). От близких групп отличается благодаря характерно изменённому жилкованию передних крыльев (жилка 1cu-a находится далеко от основания жилки Rs&M), удлинённому первому метасомальному сегменту, расположенному над задними тазиками, и окраске (обычно жёлтой с обширными чёрными отметинами). Усики толстые. Грудь короткая и высокая.
Виды Brachycyrtus, по-видимому, являются одиночными эктопаразитоидами коконов и предкуколок златоглазоки (Chrysopidae, Neuroptera). Хотя иногда встречаются сообщения о других хозяевах, они нуждаются в проверке.
Личинки последнего возраста Brachycyrtus обладают типичными для эктопаразитоидов признаками: 1) мандибулярная лопасть зубчатая по дорсальному краю, 2) присутствует лабральный склерит и 3) спиральный замыкательный аппарат отделён от атриума участком трахеи. Антенна не была замечена на различных препаратах, смонтированных на слайдах.

## Классификация
Мировая фауна включает около 30 видов, которые включаются в состав монотипического подсемейства Brachycyrtinae Viereck, 1919 (Ichneumonidae).
Рассматривается сестринской группой к Labeninae.
Систематическое положение Brachycyrtus всегда рассматривалось по-разному. Разные авторы помещали Brachycyrtus в подсемейство Tryphoninae. Позже было заподозрено близкое родство с Cremastinae. Наконец, Brachycyrtus был помещён вместе с родами Adelphion (Папуа — Новая Гвинея), Pedunculus (Чили) и Poecilocryptus (Австралия) в новую трибу Brachycyrtini в подсемействе Labeninae. Poecilocryptus был помещён в свою собственную трибу Poecilocryptini в подсемействе Labeninae. Adelphion и Pedunculus помещены в подсемейство Pedunculinae. Род Brachycyrtus теперь рассматривается как отдельное подсемейство Brachycyrtinae.
- Brachycyrtus amazonensis Nascimento et Fernandes, 2024[8]
- Brachycyrtus antoninoi Di Giovanni, 2021[7]
- Brachycyrtus australis Roman, 1915
- Brachycyrtus baltazarae Walkley, 1956[13]
- Brachycyrtus cerrettii Di Giovanni, 2021[7]
- Brachycyrtus convergens Cushman, 1936[14]
- Brachycyrtus cosmetus  (Walkley, 1956)[13]
- Brachycyrtus eublemmae (Rao, 1953)
- Brachycyrtus fianarensis  Seyrig, 1952[15]
- Brachycyrtus lucchii  Di Giovanni & Varga, 2021[7]
- Brachycyrtus luteoniger  Seyrig, 1952[15]
- Brachycyrtus muesebecki  (Walkley, 1956)[13]
- Brachycyrtus nawaii  (Ashmead, 1906)
- Brachycyrtus noggius  Gauld & Ward, 2000[9]
- Brachycyrtus obelix  Gauld & Ward, 2000
- Brachycyrtus ocellicarinatus Nascimento et Fernandes, 2024[8]
- Brachycyrtus oculatus  Cushman, 1936[14]
- Brachycyrtus ornatus  Kriechbaumer, 1880
- Brachycyrtus pretiosus  Cushman, 1936[14]
- Brachycyrtus primus  (Morley, 1912)
- Brachycyrtus taitensis  (Cheesman, 1928)
- Brachycyrtus veriatrix  Gauld & Ward, 2000[9]
- Brachycyrtus walkleyae  Gauld & Ward, 2000
- Brachycyrtus xorix  Gauld & Ward, 2000
- Brachycyrtus zani  Gauld & Ward, 2000[9]